# 디그너티 헬스 아레나
디그너티 헬스 아레나(영어: Dignity Health Arena)은 미국 캘리포니아주 베이커즈필드에 위치한 실내 경기장이다. 과거 D-리그 베이커즈필드 잼와 ECHL 베이커즈필드 콘도르스의 홈경기장으로 했고, 현재 AHL 베이커즈필드 콘더스의 홈경기장으로 사용되고 있다.